# Mecapaca (gemeente)
Mecapaca is een gemeente (municipio) in de Boliviaanse provincie Pedro Domingo Murillo in het departement La Paz. De gemeente telt naar schatting 18.280 inwoners (2018). De hoofdplaats is Mecapaca.

## Indeling
De gemeente bestaat uit 3 kantons.
- Cantón Chanka - 2.712 inwoners (2001)
- Cantón Mecapaca - 7.189 inw.
- Cantón Santiago de Collana - 1.881 inw.